# Sarakreek
Sarakreek est un ressort situé dans la région minière aurifère du district de Brokopondo, au Suriname. Au recensement de 2012, sa population était de 3 076 habitants. Il est desservi par la piste d'atterrissage de Sarakreek .

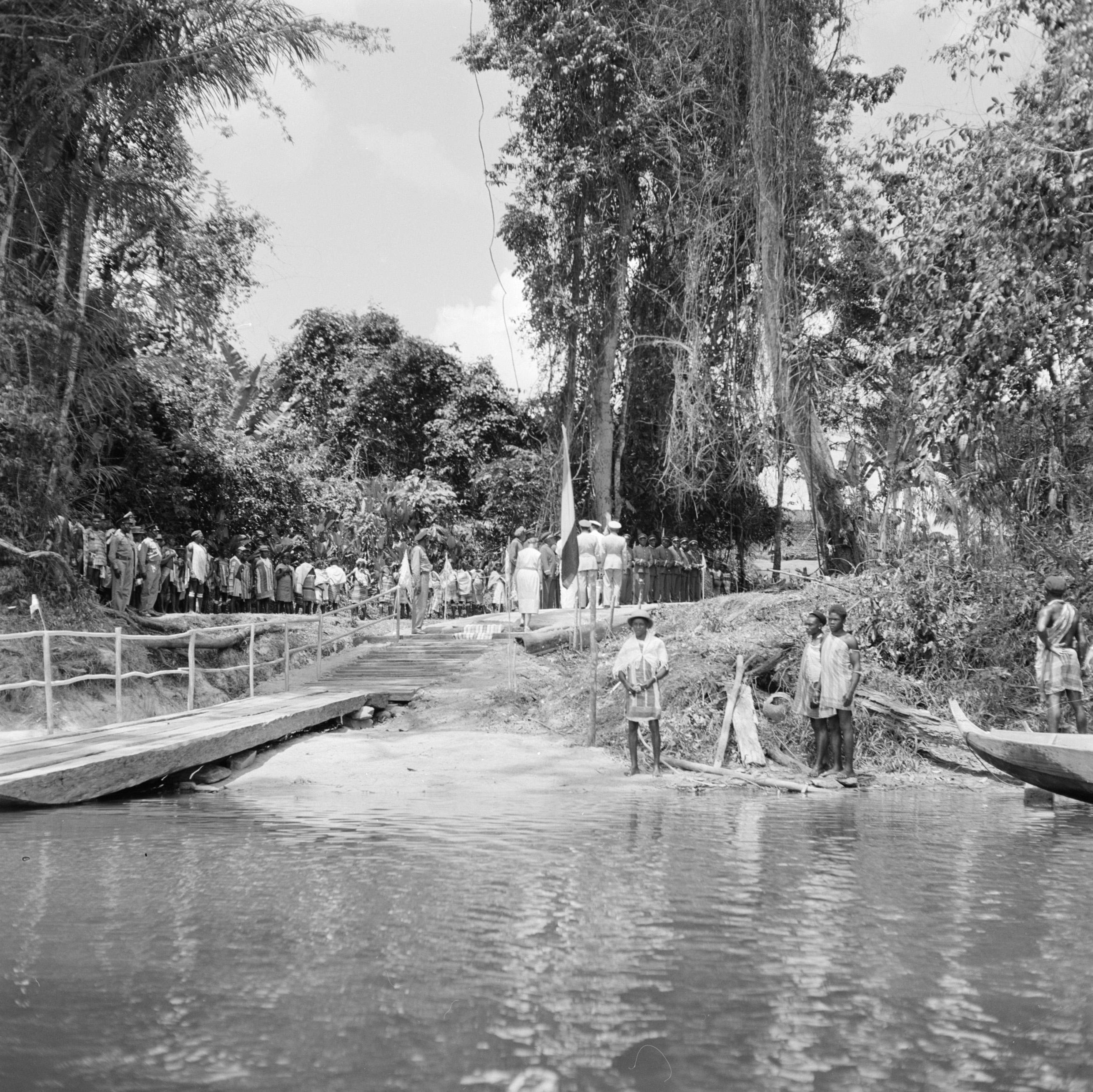
L'ancien village de Koffiekamp (1955)